# Hatvan
Hatvan là một thành phố thuộc hạt Heves, Hungary. Thành phố này có diện tích 66,17 km², dân số năm 2010 là 20718 người, mật độ 313 người/km².